# Ganglong (sockenhuvudort i Kina, Qinghai Sheng, lat 33,76, long 100,26)
Ganglong (kinesiska: 岗龙, 岗龙乡, 赛西多卡) är en sockenhuvudort i Kina. Den ligger i provinsen Qinghai, i den nordvästra delen av landet, omkring 350 kilometer sydväst om provinshuvudstaden Xining. Antalet invånare är 3 971. Befolkningen består av 1 933 kvinnor och 2 038 män. Barn under 15 år utgör 31 %, vuxna 15-64 år 62 %, och äldre över 65 år 5,0 %.
Runt Ganglong är det mycket glesbefolkat, med 2 invånare per kvadratkilometer. Närmaste större samhälle är Xiagongma, 9,0 km väster om Ganglong. Trakten runt Ganglong består i huvudsak av gräsmarker.
Genomsnittlig årsnederbörd är 760 millimeter. Den regnigaste månaden är juli, med i genomsnitt 160 mm nederbörd, och den torraste är december, med 5 mm nederbörd.